# Роберт Свіфт
Роберт Свіфт (англ. Robert Christen Swift; нар. 3 грудня 1985) — американський професійний баскетболіст. Позиція — центровий. У 2004—2009 роках виступав за клуб НБА «Сіетл Суперсонікс» («Оклахома-Сіті Тандер»).

## Кар'єра у НБА
Свіфт був обраний на драфті 2004 під 12 номером клубом «Суперсонікс».
У дебютному сезоні Свіфт взяв участь у 16 іграх, у жодній з них він не виходив у стартовій п'ятірці, середня результативність становила менше одного очка за гру. Сезон 2005—2006 — поки що найкращий у кар'єрі Свіфта. Він взяв участь у 47 іграх, у 20 з них він виходив у стартовій п'ятірці. Середня результативність — 6,4 очок, 5,6 підбирань та 1,19 блокшотів за гру.
Свіфт був реальним кандидатом на місце в основі, але росту його кар'єри завадила серія травм. Як наслідок, протягом наступних двох сезонів Свіфт з'являвся у стартовій п'ятірці лише 14 разів.
22 грудня 2009 Свіфта було звільнено. У цей час Свіфт не зв'язаний контрактом із жодним клубом.

### Статистика кар'єри в НБА

#### Регулярний сезон
| Сезон   | Команда              | GP | GS | MPG  | FG%  | 3P%  | FT%   | RPG | APG | SPG | BPG | PPG |
| ------- | -------------------- | -- | -- | ---- | ---- | ---- | ----- | --- | --- | --- | --- | --- |
| 2004–05 | Сіетл Суперсонікс    | 16 | 0  | 4.5  | .455 | .000 | .556  | .3  | .1  | .1  | .4  | 1.0 |
| 2005–06 | Сіетл Суперсонікс    | 47 | 20 | 21.0 | .515 | .000 | .582  | 5.6 | .2  | .3  | 1.2 | 6.4 |
| 2007–08 | Сіетл Суперсонікс    | 8  | 4  | 12.3 | .353 | .000 | 1.000 | 2.3 | .1  | .6  | .8  | 2.0 |
| 2008–09 | Оклахома-Сіті Тандер | 26 | 10 | 13.2 | .521 | .000 | .750  | 3.4 | .3  | .2  | .7  | 3.3 |
| Кар'єра |                      | 97 | 34 | 15.5 | .506 | .000 | .610  | 4.0 | .2  | .3  | .9  | 4.3 |